# 高市俊
高市 俊（たかいち しゅん、1984年7月9日 - ）は、千葉県流山市出身の元プロ野球選手（投手）。右投右打。

## 来歴・人物

### プロ入り前
流山市立東小学校、流山市立東部中学校卒業。
帝京高校時代は松本高明、吉田圭らがチームメイト。自身はエースを務めたほか、高校通算12本塁打を記録するなど打撃も良く、登板しない際には三塁手としても出場していた。3年生時（2002年）には第84回全国選手権に出場し、最終的に準決勝まで勝ち進んだが、2回戦の光泉高校（滋賀県代表）戦以外はピリッとせず、伝令役の選手に「エースならしっかりしろ!」と一喝される一幕もあった。
青山学院大学では国際政治経済学部に在籍。山岸穣の卒業後にエースとなる。3年春から4年春にかけて同大学のリーグ3連覇に貢献し、東都大学リーグ史上初となる3季連続でのMVP、最優秀投手、ベストナインの三冠に輝いた。同期に円谷英俊、大崎雄太朗、横川史学らがいる。
2005年の全日本大学野球選手権大会では優勝（翌年も準優勝）。秋にはリーグ新記録の11連勝を達成した。3年時までは僅か1敗しかしていない。2006年は相手チームの研究が進み、夏場に足を怪我した影響もあって、1年間で9勝8敗と調子を落とした。東都リーグ通算45試合登板25勝9敗、防御率1.82、275奪三振。11月21日のプロ野球ドラフト会議（大学生・社会人選択会議）で、東京ヤクルトスワローズに希望入団枠制度による入団が決定。監督の古田敦也から、会議当日に挨拶を受けている。11月24日に推定契約金1億円、出来高5000万円、推定年俸1500万円という待遇で仮契約を結んだ。背番号は14。

### ヤクルト時代
2007年は春季キャンプは一軍帯同が決定していたが、捻挫によって調整が遅れ、二軍に合流することになった。練習試合やオープン戦で数試合に登板するも結果を残せず、シーズン開幕を一軍で迎えられなかった。6月23日の千葉ロッテマリーンズ戦でプロ初登板。ヤクルトが14点という大量リードを得ている状況で9回表から登板し、1回を無失点には抑えたが安打を2本打たれ、その後登板の機会のないまま二軍に降格させられた。石井一久の故障など、先発投手事情の苦しさから再昇格すると、8月22日の阪神タイガース戦でプロ初先発。阪神の先発は同じく新人の上園啓史だった。桜井広大の2打席連続を含む被本塁打4を許し、3回8失点に終わった。二軍では6勝（4敗）を挙げ防御率2.95であり、チーム最多の66奪三振を記録するが、被本塁打11、与四死球36もまたチーム最多だった。
2008年の春季キャンプは一軍スタートだったが、紅白戦や練習試合から被本塁打が多く、2月末に二軍に合流している。筋力トレーニングの増加や投球時の意識改革に取り組み、球速は142km/hまで向上した。10月12日、公式戦最終戦の横浜ベイスターズ戦に先発し5回を被安打1、無失点に抑えるが後続の押本健彦の失点によってプロ初勝利は逃した。
2009年は、一軍の先発投手不足から3度先発機会を与えられるもいずれも結果を残せなかった。二軍でも前年より成績を落とした。特に、以前からの課題である球威不足は改善されず、被本塁打は15を数えた。
2010年は一軍で中継ぎとして8試合に登板するが、防御率4.63と結果を残せなかった。二軍では18試合に登板し防御率3.67であった。投球回は前年の99.2回から88.1回に減少したが、被本塁打は3本と改善された。
2011年は投球フォームをサイドスロー気味のスリークォーターに変更してシーズンを挑み、4月23日の広島東洋カープ戦で2年ぶりに先発投手を務めるが2.1回を投げて6失点を喫した。以後は一軍での登板はなく、二軍では26試合に登板し、防御率2.79を記録するがプロ入り以来初めて規定投球回に到達できなかった。10月9日に戦力外通告を受け、12月2日に自由契約選手として公示された。

### 引退後
12月9日、北海道日本ハムファイターズの打撃投手として契約したことが発表された。
2021年、右膝の手術を行う。

## 詳細情報

### 年度別投手成績
| 年 度     | 球 団     | 登 板 | 先 発 | 完 投 | 完 封 | 無 四 球 | 勝 利 | 敗 戦 | セ 丨 ブ | ホ 丨 ル ド | 勝 率 | 打 者 | 投 球 回 | 被 安 打 | 被 本 塁 打 | 与 四 球 | 敬 遠 | 与 死 球 | 奪 三 振 | 暴 投 | ボ 丨 ク | 失 点 | 自 責 点 | 防 御 率 | W H I P |
| --------- | --------- | ----- | ----- | ----- | ----- | -------- | ----- | ----- | -------- | ----------- | ----- | ----- | -------- | -------- | ----------- | -------- | ----- | -------- | -------- | ----- | -------- | ----- | -------- | -------- | ------- |
| 2007      | ヤクルト  | 2     | 1     | 0     | 0     | 0        | 0     | 1     | 0        | 0           | .000  | 23    | 4.0      | 8        | 4           | 2        | 0     | 1        | 4        | 0     | 0        | 8     | 8        | 18.00    | 2.50    |
| 2008      | ヤクルト  | 1     | 1     | 0     | 0     | 0        | 0     | 0     | 0        | 0           | ----  | 16    | 5.0      | 1        | 0           | 1        | 0     | 0        | 6        | 0     | 0        | 0     | 0        | 0.00     | 0.40    |
| 2009      | ヤクルト  | 3     | 3     | 0     | 0     | 0        | 0     | 1     | 0        | 0           | .000  | 45    | 9.1      | 14       | 2           | 4        | 0     | 0        | 5        | 0     | 0        | 10    | 10       | 9.64     | 1.93    |
| 2010      | ヤクルト  | 8     | 0     | 0     | 0     | 0        | 0     | 0     | 0        | 0           | ----  | 50    | 11.2     | 11       | 1           | 4        | 0     | 1        | 6        | 0     | 0        | 6     | 6        | 4.63     | 1.29    |
| 2011      | ヤクルト  | 1     | 1     | 0     | 0     | 0        | 0     | 0     | 0        | 0           | ----  | 14    | 2.1      | 7        | 0           | 1        | 0     | 0        | 0        | 1     | 0        | 6     | 6        | 23.14    | 3.48    |
| 通算：5年 | 通算：5年 | 15    | 6     | 0     | 0     | 0        | 0     | 2     | 0        | 0           | .000  | 148   | 32.1     | 41       | 7           | 12       | 0     | 2        | 21       | 1     | 0        | 30    | 30       | 8.35     | 1.64    |

### 記録
投手記録
- 初登板：2007年6月23日、対千葉ロッテマリーンズ3回戦（明治神宮野球場）、9回表に2番手で救援登板・完了、1回無失点
- 初先発：2007年8月22日、対阪神タイガース16回戦（明治神宮野球場）、3回8失点で敗戦投手
- 初奪三振：同上、1回表に鳥谷敬から空振り三振

打撃記録
- 初安打：2011年4月23日、対広島東洋カープ2回戦（MAZDA Zoom-Zoom スタジアム広島）、2回表に中田廉から左前安打

### 背番号
- 14 （2007年 - 2009年）
- 54 （2010年 - 2011年）